# Quilticohyla
Quilticohyla (лат.) — род бесхвостых земноводных из семейства квакш. Род создан в 2018 году отделением видов рода Ptychohyla. Название рода происходит от науатальского слова quiltic — «зелёный», что указывает на окрас этих лягушек. В ареал представителей рода входят южная Мексика и восточная Гватемала. Все виды этого рода находятся под угрозой исчезновения.

## Классификация
На январь 2023 года в род включают 6 видов:
- Quilticohyla acrochorda (Campbell and Duellman, 2000)
- Quilticohyla erythromma (Taylor, 1937)
- Quilticohyla sanctaecrucis (Campbell and Smith, 1992)
- Quilticohyla zoque (Canseco-Marquez et al., 2017)